# Leith

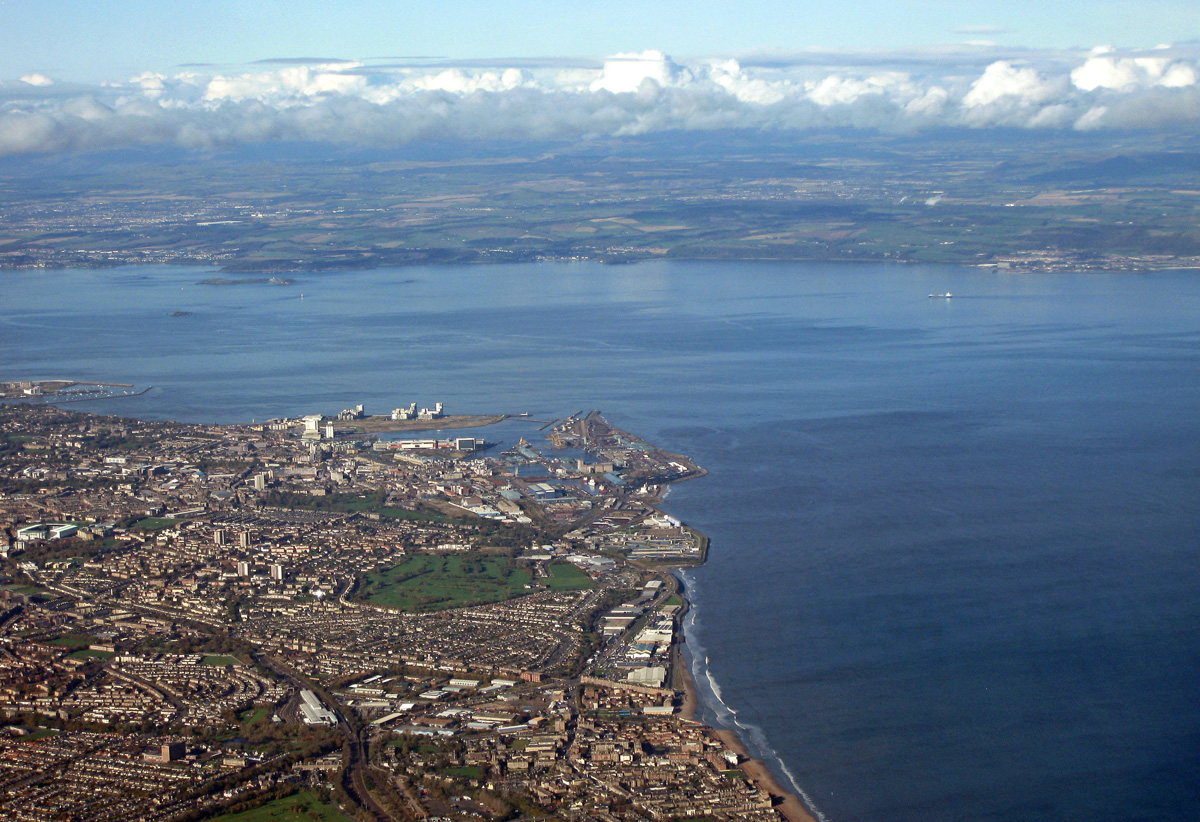
Leith med Firth of Forth i bakgrunden

Leith är Edinburghs hamnområde. Det var tidigare en egen stad fram tills Edinburghområdet och Leith slogs ihop på 1920-talet. Leith har kvar sin unika identitet skild från Edinburghs. Än idag kallas valkretsen i underhusval för "Edinburgh North and Leith". Med Leith har Edinburghs turism ökat kraftigt då kryssningsfartyg avgår bland annat till Sverige, Norge, Danmark, Tyskland och Nederländerna. Leith är också bas för Royal Yacht Britannia vid Ocean Terminal samt hem för fotbollsklubben Hibernian FC.
Sången "Sunshine on Leith" av  Proclaimers från album med samma namn (utgivet 1988) har blivit en signaturmelodi för området. På Hibernian FC:s hemmamatcher sjungs låten.Det har gjort både en musikal med Proclaimers låtar 2007 och 2013 gjorde en film också båda med namnet "Sunshine on Leith".

## Kända personer som bott i Leith
- Leigh Griffiths, fotbollsspelare
- John Hughes, fotbollstränare Falkirk F.C. och Hibernian F.C.
- John Hunter, guvernör av Nya Sydwales
- David Lindsay, hovpredikant vid Jakob VI:s hov
- Harold Mahony, tennisspelare
- Eduardo Paolozzi, skulptör
- Charlie och Craig Reid från bandet The Proclaimers
- J.K. Rowling, författare
- Chris Small, snookerspelare
- Neil Smith
- Irvine Welsh, författare, Trainspotting

## Källa
1. ↑  ”Singing twins bring sunshine to Leith”. The Scotsman (Johnston Publishing). 4 maj 2002. http://www.scotsman.com/news/singing-twins-bring-sunshine-to-leith-1-950052. Läst 13 oktober 2013.  ”The Best Of album, due for release in the UK on May 13, features 20 songs drawn from the duo’s 15-year career, including Sunshine On Leith, their famous anthem which is regularly played at Easter Road, home of their beloved Hibernian Football Club.”